# 聖羅克山

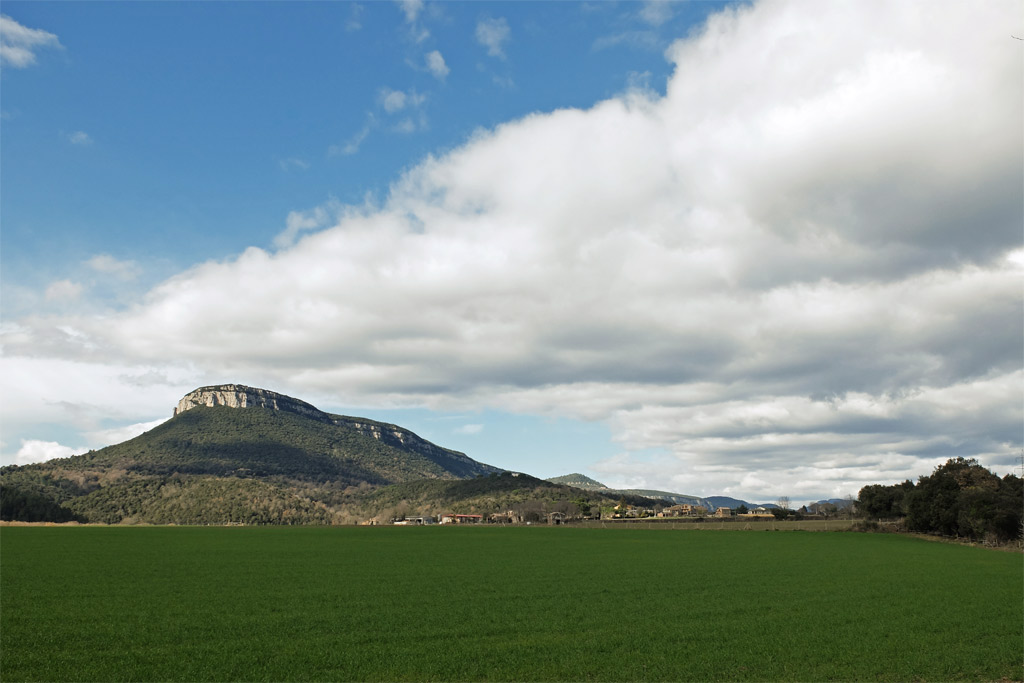

42°1′4.08″N 2°39′38.09″E / 42.0178000°N 2.6605806°E
聖羅克山，是西班牙的山峰，位於該國東北部加泰羅尼亞，屬於加泰羅尼亞橫斷山脈的一部分，海拔高度591米，山體由石灰岩組成，該山峰有數處舊石器時代考古遺址。